# NGC 71
NGC 71 è una galassia ellittica situata nella costellazione di Andromeda.
La galassia è stata scoperta il 7 ottobre 1855 dall'astronomo R. J. Mitchell, e in seguito osservata nel 1865 da Heinrich d'Arrest, che la descrisse come "estremamente debole, molto piccola, rotonda".
NGC 71 ha un diametro di circa 110.000-130.000 anni luce; è cioè poco più grande della nostra Via Lattea. È la seconda galassia in ordine di grandezza del Gruppo di NGC 68, subito dopo la galassia a spirale NGC 70.
Tre misure di distanza non basate sul redshift, danno un valore medio di 91.767 ± 16.612 parsec.